# Clonaid
Clonaid és una organització dedicada a la clonació humana amb seu als Estats Units d'Amèrica, registrada com a empresa a les Bahames. Fundada l'any 1997, té lligams filosòfics amb la religió OVNI Raëlisme, que veu la clonació com el primer pas per assolir la immortalitat.
El 27 de desembre de 2002, la directora executiva de Clonaid, Brigitte Boisselier, va afirmar que va néixer una nena clon, anomenada Eve. La cobertura mediàtica de la reclamació va provocar serioses crítiques i un debat ètic que va durar més d'un any. L'advocat de Florida, Bernard Siegel, va intentar nomenar un tutor especial per a Eve i va amenaçar de demandar a Clonaid, perquè tenia por que la nena pogués ser tractada com una rata de laboratori. Siegel, que va saber que el nom real de l'empresa no era Clonaid, va decidir que el projecte Clonaid era una farsa.
La bioètica Clara Alto va condemnar Clonaid per l'experimentació humana prematura i va assenyalar l'alta incidència de malformacions i milers de morts fetals en la clonació d'animals.

## Fundació de la companyia
El 31 de maig de 1997, un número de la revista de divulgació científica New Scientist deia que el Moviment Raëlià Internacional estava posant en marxa una empresa per finançar la investigació i el desenvolupament de la clonació humana. Això va alarmar els bioètics que s'oposaven a aquests plans. Van advertir els legisladors que no s'estava regulant la clonació humana. En aquell moment, països europeus com la Gran Bretanya, havien prohibit la clonació humana, però els Estats Units d'Amèrica només tenien una moratòria sobre l'ús de fons federals per a la investigació de la clonació humana. El president dels Estats Units, Bill Clinton, va demanar que les empreses privades aprovessin la seva pròpia moratòria. Claude Vorilhon, el fundador del raëlisme, es va oposar a aquest moviment i va negar que la tecnologia utilitzada per clonar fos intrínsecament perillosa.
El 15 de juny de 1998, Brigitte Boisselier va dir que la seu de Clonaid es trobava a Las Vegas i que Clonaid no tenia prou fons per a la investigació de la clonació humana. El 19 de desembre de 1998, un article de New Scientist va dir que el cost dels serveis de clonació de Clonaid seria de 200.000 dòlars, molt inferior als 2,3 milions de dòlars que els investigadors de la Texas A&M University planejaven utilitzar per clonar un gos anomenat Missy. Els científics principals van dir que era poc probable que Clonaid pogués clonar res en un futur proper. Tot i que l'objectiu final del projecte era la clonació humana, Boisselier va dir que la clonació d'animals de companyia ajudaria a finançar les operacions.

### Premisa
El 9 de juny de 1997, Clonaid va manifestar la seva intenció d'oferir a les parelles homosexuals i/o infèrtils la possibilitat de tenir un fill genèticament idèntic i fer un pas cap a la immortalitat. Segons un anunci a Internet, el líder raëlià i un grup d'inversors van fundar una empresa a les Bahames i la van anomenar Valiant Venture Ltd., la missió del projecte de la qual es va anomenar «Clonaid». Valiant Venture va prevere tenir un milió de clients potencials.
Claude Vorilhon va mantenir una reunió en un hotel de Montreal el 21 de setembre de 2000, on va anunciar que una parella adinerada estatunidenca estava disposada a finançar el projecte Clonaid. El primer clon pendent, segons Vorilhon en aquell moment, va ser la nena de 10 mesos de la parella, que havia mort a causa d'un error mèdic. Va dir que la parella estava disposada a pagar 1.500.000 dòlars per clonar la seva filla morta, però la dona no estava disposada a quedar embarassada. Jamie Grifo, especialista en fertilitat a l'Escola de Medicina de la Universitat de Nova York, i el premi Nobel Paul Berg de la Universitat Stanford, van dir que Vorilhon donava una falsa esperança que la nena seria la mateixa. Boisselier va revelar els papers de quatre científics que diu que estaven implicats: «un bioquímic, un genetista, un expert en fusió cel·lular i un metge francès», però sense revelar la seva identitat. No va identificar la parella adinerada estatunidenca.

### Respostes dels científics
Segons l'especialista en clonació i fisiòleg George Seidel de la Universitat Estatal de Colorado, clonar un ésser humà no seria difícil si moltes dones donessin els seus òvuls o oferissin els seus ventres per a la implantació d'embrions clons. Lee Silver, un biòleg molecular de la Universitat de Princeton, va assenyalar els avantatges que tenien els raëlians, com a grup religiós pro-clonació, per trobar mares subrogades voluntàries. Una empresa de biotecnologia anomenada Advanced Cell Technology havia clonat cèl·lules d'embrions humans amb finalitats mèdiques, i el seu director general Michael D. West va dir que les instruccions per clonar un ésser humà estaven disponibles a la literatura científica publicada. Els experts coneixedors dels avenços científics en el camp han observat que la química reproductiva humana s'entén millor que la de la majoria dels animals. Per aquest motiu, van pensar que era possible una taxa d'èxit més alta en la clonació humana en comparació amb la clonació animal. Brigitte Boisselier va anticipar que el treball podria començar a les cèl·lules conservades tan aviat com l'octubre, però no hi havia proves que Clonaid tingués els coneixements mèdics necessaris per al seu èxit. No hi havia proves que l'afirmació de Clonaid fos més que un truc publicitari. No hi ha cap verificació ni evidència que demostri que s'hagi fet un clon satisfactori.

## Any abans de la suposada afirmació de la nadó clon
A la primavera de 2001, l'Oficina d'Investigacions Criminals de la Food and Drug Administration (FDA) va inspeccionar el laboratori de Clonaid a la petita ciutat de Nitro, a Virgínia Occidental. Es trobava dins d'una habitació llogada dins d'un antic institut. Els científics del personal van revisar la documentació de recerca del laboratori i els van trobar inadequats; el treball d'un estudiant graduat que va extreure òvuls d'ovaris de vaca d'un escorxador. La FDA va dir que l'equip del laboratori era d'última generació i havia estat comprat per Mark Hunt, un antic legislador de l'estat de Virgínia Occidental, que volia clonar el seu fill de 10 mesos, Andrew, que va morir el 1999 per una malaltia cardíaca congènita. Després de la investigació del laboratori de Virgínia Occidental, Mark Hunt va arribar a un acord amb la FDA-OCI per no clonar el seu fill mort als Estats Units d'Amèrica.
El març de 2001, Boisselier va dir que una dona estaria embarassada d'un fetus clonat a l'abril. Va dir que les cèl·lules havien arribat a l'estadi de blastocist, però es va negar a parlar de cap implantació o embaràs específic associat amb elles. Segons un article de la CNN aquell novembre, el laboratori Clonaid es trobava fora dels Estats Units d'Amèrica. Clonaid va afirmar que havia desenvolupat embrions humans clonats abans que Advanced Cell Technology pogués fer el mateix. CNN no ha pogut confirmar el treball inèdit. A causa de l'associació de Clonaid amb els raëlians i la manca de proves per a la clonació, les autoritats es van mantenir escèptices sobre si Clonaid podria clonar alguna cosa.

## El presumpte clon de la nena Eve
El divendres 27 de desembre de 2002, Boisselier, bisbessa raëliana i directora general de Clonaid, va anunciar en una roda de premsa a Hollywood, Florida, que Clonaid havia realitzat amb èxit la primera clonació reproductiva humana. Boisselier va dir que la mare va donar a llum una nena, Eve per cesària en algun lloc fora dels Estats Units d'Amèrica i que totes dues estaven sanes. La doctora Boisselier no va presentar la mare ni la nena, ni mostres d'ADN que permetessin confirmar la seva afirmació a la roda de premsa. Posteriorment s'ha fet evident que va anunciar el naixement abans de les proves genètiques per avaluar si la nena en qüestió és realment un clon; per tant, la doctora Boisselier estava afirmant la seva creença que el seu procediment havia donat lloc a un clon, sense anunciar resultats que mostressin que la nena era una clon.
Poc després de l'anunci, els fiscals sud-coreans van assaltar les oficines de la sucursal coreana de Clonaid, BioFusion Tech. En el procés, els fiscals van retirar registres de cases i oficines mentre van impedir que dos representants de BioFusion Tech abandonessin el país. Un comunicat oficial de la companyia va revelar que tres dones coreanes van sol·licitar ser mares subrogades. Els funcionaris de BioFusion Tech van dir als fiscals que 10 dones coreanes volien clonar-se i han emplenat sol·licituds.
La Food and Drug Administration (FDA) va manifestar la seva intenció d'investigar Clonaid per veure si havia fet alguna cosa il·legal. La FDA va afirmar que les seves regulacions prohibeixen la clonació humana sense el permís previ de l'agència. Tanmateix, alguns membres del Congrés dels Estats Units van creure que la jurisdicció de la FDA en matèria de clonació humana era inestable i van decidir empènyer el Congrés a prohibir explícitament la clonació humana.

### Respostes de polítics i ètics
El president dels Estats Units, George W. Bush, va dir que la clonació humana era «profundament preocupant» per a la majoria dels estatunidencs. El republicà de Kansas Sam Brownback va dir que el Congrés hauria de prohibir tota la clonació humana, mentre que alguns demòcrates estaven preocupats perquè l'anunci de Clonaid conduís a la prohibició de la clonació terapèutica. El cap de biotecnologia de la FDA, el doctor Phil Noguchi, va advertir que la clonació humana, encara que funcionés, corre el risc de transferir malalties de transmissió sexual al nadó acabat de néixer. La Casa Blanca també va criticar les afirmacions.
Panos Zavos, un antic professor de la Universitat de Kentucky, en aquell moment tenia plans per crear embrions de clons humans, però va afirmar que les afirmacions de Clonaid no tenien mèrit i que Eve no existia. Severino Antinori, que havia treballat amb Zavos en el desenvolupament d'embrions de clons humans, es va mostrar crític amb l'anunci de Klondyke i va dir que «un anunci d'aquest tipus no té corroboració científica i corre el risc de crear confusió». Robert Lanza, d'Advanced Cell Technologies, va dir que Clonaid no té constància d'assoliments per a la clonació de res, però va dir que si Clonaid realment tingués èxit, hi hauria un malestar públic que podria portar a la prohibició de la clonació terapèutica, que té la capacitat de curar milions de persones. El Vaticà va dir que les afirmacions expressaven una mentalitat que era brutal i mancava de consideració ètica. La Coalició Cristiana d'Amèrica va instar la prohibició de la clonació humana i va veure la suposada nadó clonada com una «aberració».
Alta Charo, bioètica de la Universitat de Wisconsin-Madison, va dir que fins i tot en altres mamífers semblants als simis, el risc d'avortament involuntari, defectes de naixement i problemes de vida segueix sent alt. Arthur Caplan, el director del Centre de Bioètica de la Universitat de Pennsilvània, va expressar la seva preocupació perquè molts nens morts i malalts poguessin resultar de la clonació d'éssers humans.

### Sol·licitud de tutoria temporal
La portaveu de Clonaid, Nadine Gary, va afirmar que Eve se'n va anar a casa amb la seva mare el 30 de desembre de 2002, però l'advocat de Florida, Bernard Siegel, va presentar una petició com a ciutadà privat al Tribunal de Circuit del Comtat de Broward demanant que es designés un tutor temporal per a la suposada nena clonada. Dos advocats locals, Barry Wax i Jonathan Schwartz, van ser contractats per representar a Clonaid en l'assumpte. A mesura que el cas judicial es va desenvolupar durant el mes següent, la doctora Boisselier va declarar sota jurament que hi havia una nena clonada nascuda fora dels Estats Units d'Amèrica que vivia a Israel. Tanmateix, Clonaid no va presentar proves demostratives que la nena existia realment. Boisselier va dir que Eve viatjaria als Estats Units d'Amèrica aquell dia per fer proves d'ADN. Va dir que un pediatre va veure l'Eve i la seva mare en bon estat, però ella es va negar a esmentar la ubicació del part de subrogat, el laboratori de proves o la llar de la mare biològica, que volia revelar més endavant. Es deia que la mare tenia 31 anys i un marit infèrtil.
Siegel va citar a Thomas Kaenzig, vicepresident de Clonaid, perquè comparegués en un procés civil previst per al 22 de gener de 2003. L'oficina de Siegel va enviar citacions a Thomas Kaenzig i «Jane Doe», la suposada mare d'Eve. Siegel esperava que l'acció convencés als implicats a donar algunes respostes. Creia que la nena, si existia, necessitava un tutor designat i necessitaria un tractament mèdic extens que dubtava que Clonaid pogués oferir. Volia que el tribunal prengués una decisió sobre com protegir-la millor. Tanmateix, Clonaid va impedir que els científics es trobessin amb la suposada filla i la mare.

### Sol·licitud d'una prova de verificació d'ADN
Michael Guillen, un antic editor científic d'ABC News, va fer un acord amb Boisselier perquè escollis experts independents per provar una coincidència d'ADN. Clonaid es va negar a identificar els experts independents, perquè si es revelaven massa aviat, altres podrien rastrejar la nadó des del lloc de la prova fins a la casa de la mare. Clonaid va dir que els pares tenien l'última paraula sobre si volien provar la nadó i que una parella de lesbianes neerlandeses serien les mares del següent nadó clonat. Boisselier va dir que lliuraria les proves per demostrar que havia nascut un clon, però li preocupava que els detalls del procediment de clonació de Clonaid poguessin sortir. L'endemà, Vorilhon va afirmar que la nadó estava sana. Va dir que els que estan en contra de la clonació per motius ètics estarien consternats quen veiessin la nadó clonada en bones condicions.
Thomas Kaenzig es va negar a declarar en una vista judicial, però el jutge de Florida John Frusciante Sr., pare del músic John Frusciante, va poder convèncer Kaenzig mitjançant una trucada telefònica per revelar alguns dels detalls. Kaenzig va declarar que Clonaid el va deixar ignorant del projecte de clonació i que ni tan sols era una corporació. El jutge va citar a Kaenzig i Brigitte Boisselier a un jutjat de Florida i els va advertir que serien condemnats si no es presentaven allà el 29 de gener de 2003. A mesura que es va desenvolupar el cas judicial, Boisselier va declarar sota jurament que va veure vídeos d'una nena clonada nascuda a Israel.
Michael Guillen es va sentir decebut quan va descobrir que Clonaid va retirar la seva oferta de fer les proves. L'empresa va dir que abans que es fessin les proves, els pares volien assegurar-se que la seva nadó no seria enviada, però l'advocat de Florida, Bernard Siegel, va demanar que es nomenés un tutor per a Eve i va amenaçar l'empresa amb una demanda. Guillen, que es va mostrar escèptic, va dir que no seria prudent desestimar el projecte Clonaid sense la deguda confirmació.

## Afirmacions de més clons humans
L'endemà que Boisselier va fer el seu anunci, va afegir que quatre clons humans més haurien de néixer en poques setmanes, Boisselier va afirmar que Clonaid tenia una llista de parelles que estaven preparades per tenir un fill clonat, i que 20 implantacions més de clons humans estaven en marxa després de les 10 primeres que es van produir l'any anterior. Va dir que altres empreses han utilitzat procediments de clonació amb diferents especificitats que condueixen a la seva alta taxa de fracàs. Boisselier va argumentar que els intents fallits de clonació humana serien com els de la fecundació in vitro on els avortaments involuntaris primerencs es van produir amb més freqüència que els avortaments. No obstant això, va dir que si es detectaven deformitats a Eva, algú l'avortaria.
El portaveu dels raëlians, Bart Overvliet, va afirmar que un altre nadó clonat va néixer d'una parella de lesbianes neerlandeses als Països Baixos el dia anterior i que la mare i el nadó estaven en bon estat de salut. Una portaveu neerlandesa dels raëlians no va poder comentar més detalls sobre la mare, però Boisselier va dir que la mare va donar a llum el seu propi clon. Un funcionari del Ministeri de Salut neerlandès va dir a Reuters que els Països Baixos van prohibir la clonació humana, però no el naixement de nadons clons. El 5 de gener de 2003, Brigitte Boisselier va dir a la BBC que el seu equip mèdic va produir centenars d'embrions de clons humans abans de procedir a deu implants, dos de les quals van donar lloc al naixement. El cap de l'Institut Roslin del Regne Unit es va mostrar crític amb l'afirmació: «Clonaid [no té] cap antecedent, però afirma haver clonat centenars d'embrions; simplement no sembla veritat».
Un portaveu dels raëlians del Japó va afirmar que el dia anterior va néixer un nen, clonat d'un nen en coma de dos anys d'edat d'una parella japonesa. Boisselier va dir que un substitut va participar, ja que la mare biològica tenia 41 anys i tenia més probabilitats de patir un avortament involuntari. Els científics sabien que molts animals clonats pateixen artritis i malalties als pulmons i al fetge, i els preocupava que hi ha massa preguntes sense resposta que envolten la perspectiva de la clonació d'humans de manera segura. Clonaid va organitzar rodes de premsa en les quals van descriure el seu mètode de clonació, però no van donar cap detall. No obstant això, sí que van dir que la tercera clonació va ser diferent, ja que no va implicar l'òvul de la mare, sinó l'òvul de substitució amb la injecció de l'ADN del nen.
Segons Boisselier, Mark i Tracy Hunt, que buscaven clonar el seu fill mort, van invertir 500.000 dòlars a l'antic laboratori de Clonaid a Virginia Occidental i els seus equips, que la Food and Drug Administration (FDA) va tancar. La CEO de Clonaid va proposar un laboratori de clonació a l'Illa Brasilera per crear la propera generació de nadons clonats. Clonaid va afirmar que cinc nadons clons van néixer entre el 26 de desembre de 2002 i el 4 de febrer de 2003, que s'havien desenvolupat amb normalitat.
A finals de juliol de 2002, la sucursal de Clonaid a Corea del Sud, BioFusion Tech, va dir que una dona va quedar embarassada d'un clon humà. Tanmateix, la setmana del 27 de setembre de 2002, el Ministeri de Salut i Benestar de Corea del Sud va anunciar que prohibiria la clonació humana i condemnaria els infractors a una pena de presó de 10 anys.
Al febrer de 2004, Clonaid va afirmar que un sisè nadó clonat va néixer a Austràlia. A més, va afirmar haver produït embrions humans a Corea del Sud. El petit nombre d'empreses que tenen accés a la tecnologia de clonació ha provocat l'escepticisme dels experts en clonació a Corea del Sud, que van acusar Clonaid de difamar el treball amb cèl·lules mare ara desmentides del doctor Hwang Woo-suk. Al març de 2004, Clonaid va afirmar que vuit nadons clons addicionals havien nascut d'un total de tretze clons.
Al setembre de 2018, el raper Kid Buu va afirmar que era un clon humà produït per Clonaid. No obstant això, això es percep habitualment com un truc publicitari.

## Màquina de fusió de cèl·lules embrionàries
A més d'oferir serveis de clonació, Clonaid ha desenvolupat un producte, un «dispositiu de fusió de cèl·lules embrionàries» anomenat RMX 2010.
| «                    | Clonaid, una empresa de clonació humana, ha establert una empresa afiliada a Corea del Sud, van dir dijous els participants a l'International Bio Expo al Japó. Els participants i mitjans estrangers que van assistir a la primera exposició de biotecnologia a Tòquio, van dir que el vicepresident de Clonaid, Thomas Kaenzig, va afirmar que BioFusion Tech Inc., una empresa sud-coreana propietat de Clonaid, havia desenvolupat un «sistema de fusió de cèl·lules embrionàries o RMX2010». Les fonts del Japó van dir que suposadament l'RMX2010 crea un pols electrònic estable necessari per desenvolupar embrions humans fins a l'etapa de blastocist. L'etapa de blastocist és l'estat en què un embrió arriba cinc o sis dies després d'haver estat fecundat, que és un pas crític per iniciar el procediment de clonació. També van dir que Kaenzig creu que la clonació humana esdevindrà «comuna» d'aquí a deu anys, tot i que no va comentar cap avenç que la companyia hagi fet cap a la clonació d'un ésser humà. Relacionat amb això, un funcionari de BioFusion Tech Inc. va confirmar que l'empresa es va constituir fa dos mesos com una filial de propietat total de Clonaid i que actualment hi havia tres tècnics coreans i sis empleats estrangers treballant a l'empresa. L'empleat de BioFusion també va dir que uns 10 coreans han demanat serveis de clonació, que segons el lloc web de l'empresa (www.clonaid.com) poden costar uns 200.000 dòlars.. | » |
| — Korea Herald, 2002 | |   |

CNN Money ha catalogat el RMX 2010 com el quart «Moment més estúpid dels negocis del 2003», afirmant que «Clonaid ven el RMX 2010, un artefacte de 9.220 dòlars que... bé, ningú no sap ben bé què fa. Per ajudar a aclarir la qüestió, Clonaid en presta un a un museu de la ciència britànic, sota ordres estrictes de no obrir-lo per esbrinar què hi ha dins».

## Escepticisme addicional
Els científics entrevistats sobre l'anunci van expressar escepticisme tant respecte a l'autenticitat com a l'ètica dels procediments de Clonaid. Entre ells, Robert Winston, cap de l'equip d'investigació de FIV a l'Hospital Hammersmith de Londres, i Tanja Dominko, del projecte de clonació de micos de l'Oregon Regional Primate Center. Els científics amb experiència en la clonació d'animals s'han trobat amb baixes taxes d'èxit per implantació, on els fetus clonats sovint estan malformats i moren abans de néixer. Independentment, la gent continua sorpresa que Clonaid sembli haver superat aquests problemes; o Clonaid ha tingut molta sort en descobrir un mètode superior de clonació, o bé l'empresa està fent afirmacions falses.
Clonaid cobra fins a 200.000 dòlars pels seus «serveis de clonació». Clonaid no ha mostrat proves verificables de cap clonació humana, malgrat les afirmacions que van fer als pocs dies del seu anunci inicial. Afirmen que els pares de la primer nena clonada van pensar en sotmetre la seva filla a proves científiques després que l'advocat Bernard Siegel presentés una demanda. Segons els documents judicials segellats rebuts per The Boston Globe que es van informar el 27 d'abril de 2003, Clonaid tenia dos empleats però sense direcció ni consell d'administració. CBS News va informar que Clonaid no era una empresa. Boisselier va revelar que, en sentit estricte, Clonaid era només el nom del producte, tot i que el lloc web de Clonaid l'havia anunciat com el nom de l'empresa.

## En la cultura popular
La sèrie de comèdia estatunidenca Saturday Night Live va parodiar l'afirmació de Clonaid d'haver creat Eve. L'esquetx representava la nadó com deformada.